# Ang Thong

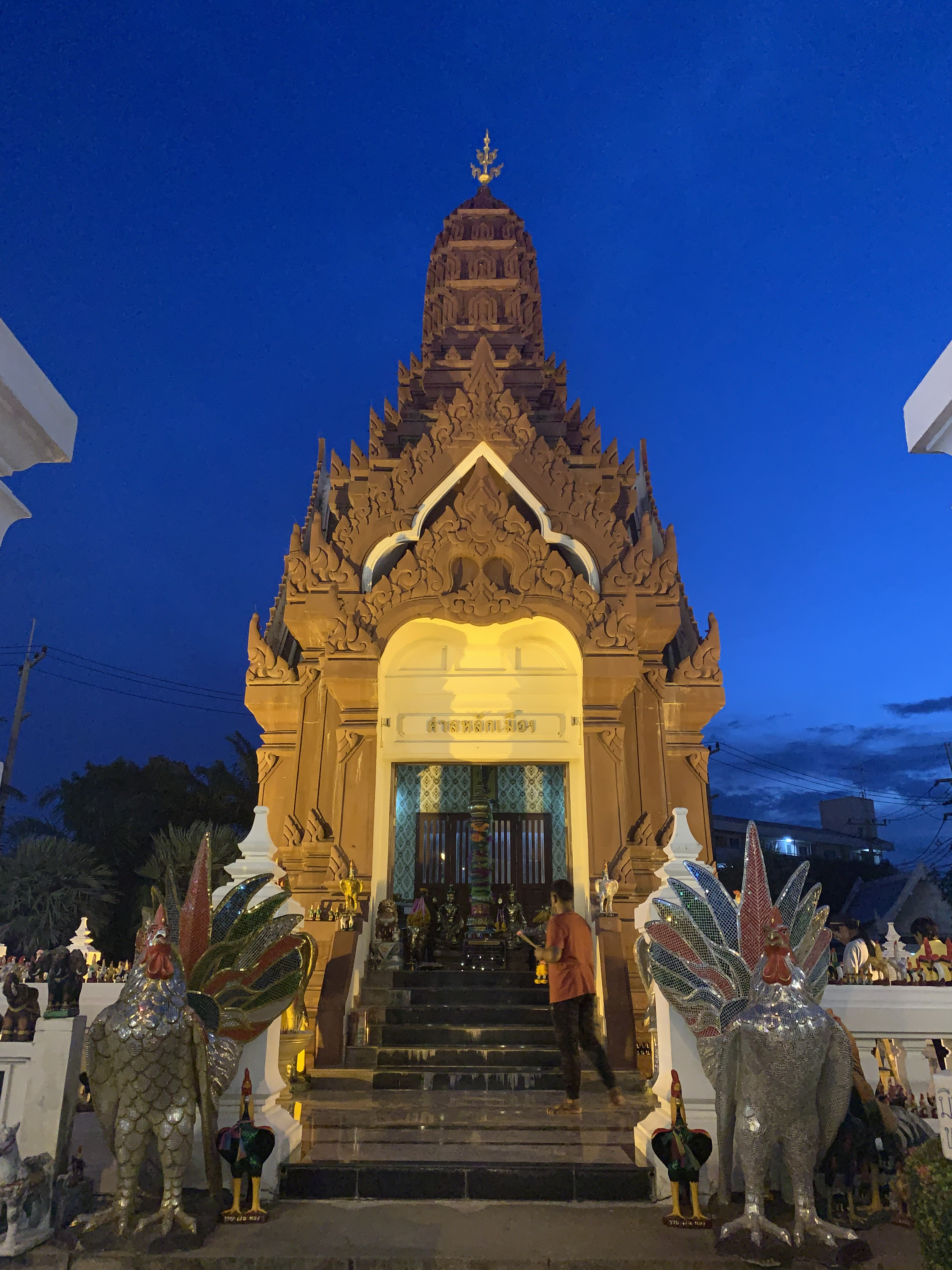
Stadtpfeiler von Ang Thong

Ang Thong (Thai อ่างทอง) ist eine Thesaban Mueang (เทศบาลเมืองอ่างทอง – „Stadt“)
in der Provinz Ang Thong. Die Provinz Ang Thong liegt in der Zentralregion von Thailand.

## Etymologie
Ang Thong kommt von อ่าง „Schale“ oder „Becken“ und ทอง „golden“, bedeutet also etwa Goldene Schale.

## Geografie
Ang Thong liegt am Mae Nam Chao Phraya (Chao-Phraya-Fluss) inmitten der fruchtbaren Zentralebene. Dementsprechend dominiert der intensive Reisanbau in der Umgebung der Stadt. Die Stadt lag während der Ayutthaya-Zeit auf dem anderen Ufer des Chao Phraya und wurde auf Befehl von König Taksin an die heutige Stelle versetzt, weil dort fruchtbareres Gebiet ist. Zu dieser Zeit erhielt sie auch ihren heutigen Namen.
Ang Thong liegt etwas mehr als 100 km nördlich der Hauptstadt Bangkok im Amphoe (etwa: „Landkreis“ – Verwaltungs-Distrikt) Mueang Ang Thong.

## Wirtschaft und Bedeutung
Hauptprodukt von Ang Thong ist der Reis. Auch werden hier die Erzeugnisse des regionalen Kunsthandwerks verkauft, insbesondere kleine Puppen und Handtrommeln verschiedener Größe, die in den umliegenden Kreisen hergestellt werden. Im Amphoe Mueang, also der Provinzhauptstadt selbst, werden zum Teil in Kooperativen Korbflechtwaren hergestellt, künstliche Blumen, Kleinkeramik und getrocknete Bananen.

## Geschichte
Ang Thong war insbesondere während der frühen Ayutthaya-Zeit ein wichtiger Außenposten des Königreiches Ayutthaya. Hier wurde die Hauptstadt vor allem gegen die zahlreichen burmesischen Invasionsversuche verteidigt.
Siehe auch: Geschichte Thailands.

## Sehenswürdigkeiten
- Wat Ang Thong Worawihan – buddhistische Tempelanlage (Wat) am Ufer des Mae Nam Chao Phraya; ursprünglich zwei getrennte Tempel, Wat Pho Ngoen und Wat Pho Thong, die in der Regierungszeit von König Mongkut (Rama IV.) entstanden und die unter König Chulalongkorn (Rama V.) umgebaut wurden, so dass ein größerer entstand.

## Persönlichkeiten
- Jukkapant Punpee (* 1979), Fußballspieler und -trainer
- Rangsan Iam-Wiroj (* 1982), Fußballspieler
- Attapon Buathong (* 1986), Fußballspieler
- Nont Muangngam (* 1997), Fußballspieler
- Nadthawat Supasit (* 2001), Fußballspieler